# Fuoco incrociato (film 1958)
Fuoco incrociato (Man or Gun) è un film del 1958 diretto da Albert C. Gannaway.
È un film western statunitense con Macdonald Carey, Audrey Totter e James Craig.

## Produzione
Il film, diretto da Albert C. Gannaway su una sceneggiatura di Vance Skarstedt e James J. Cassity, fu prodotto dallo stesso Skarstedt per la Albert C. Gannaway Productions e girato da metà a fine novembre del 1957. Il titolo di lavorazione fu  Maybe Smith.

## Distribuzione
Il film fu distribuito con il titolo Man or Gun negli Stati Uniti dal 30 maggio 1958 al cinema dalla Republic Pictures.
Altre distribuzioni:
- in Giappone il 21 ottobre 1958
- in Svezia l'11 maggio 1959 (Gunfighter)
- in Finlandia il 12 giugno 1959 (Voittamaton Colt 44)
- in Germania Ovest nel luglio del 1959 (Jede Kugel trifft)
- in Austria nel gennaio del 1961 (Jede Kugel trifft)
- in Danimarca il 31 gennaio 1964 (Skarpskytten i præriebyen)
- in Francia (Calibre 44)
- in Italia (Fuoco incrociato)
- in Brasile (Gatilho Implacável)
- in Grecia (To minyma tou thanatou)

## Critica
Secondo il Morandini il film è "diretto con solido mestiere, interpretato da efficaci professionisti".

## Promozione
La tagline è: "SHOOT-OUT After SHOOT-OUT! No man could be that good...IT HAD TO BE THE GUN!".